# جيفيرسون (لاعب كرة قدم)
جيفيرسون هو لاعب كرة قدم برازيلي في مركز الدفاع، ولد في 20 يناير 1986 في البرازيل. لعب مع نادي فييرينسي.

## وصلات خارجية
- جيفيرسون (لاعب كرة قدم) على موقع قاعدة بيانات كرة القدم.إي يو (الإنجليزية)
- جيفيرسون (لاعب كرة قدم) على موقع Soccerway.com (الإنجليزية)